# Salpiglossis
Salpiglossis é um género de plantas com flor pertencente à família Solanaceae. São plantas herbáceas com distribuição natural no sul dos Andes, caracterizadas por produzirem flores grandes e vistosas, razão pela qual são utilizadas como planta ornamental.

## Taxonomia
O género foi descrito por Hipólito Ruiz López & José Antonio Pavón y Jiménez e publicado em Florae Peruvianae, et Chilensis Prodromus 94, 1794. A espécie tipo é Salpiglossis sinuata Ruiz & Pav.
O género agrupa 15 espécies descritas, mas de entre estas, apenas 2 são presentemente consideradas válidas.
As espécies do género Salpiglossis aceites à data da revisão taxonómica de julho de 2015 são:
- Salpiglossis sinuata Ruiz & Pav.
- Salpiglossis spinescens Clos